# Tjeckiska lanthöns

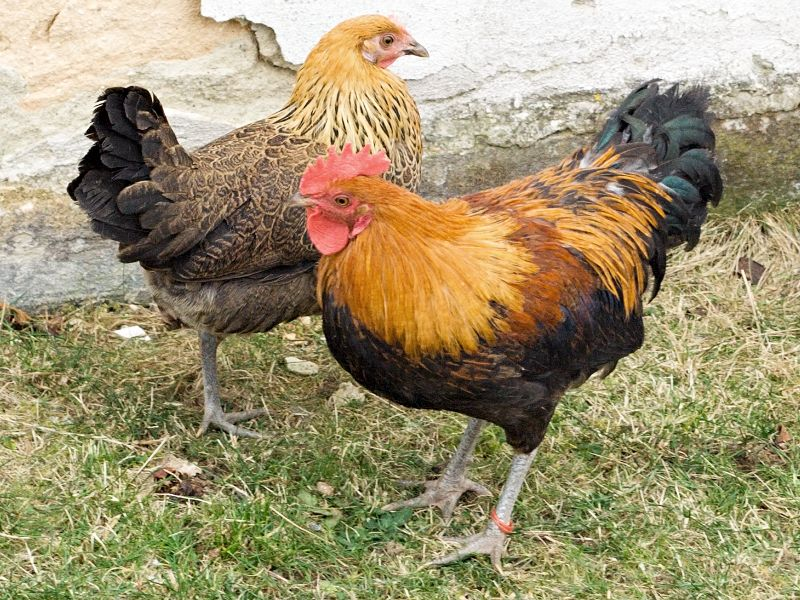
Tjeckiska lanthöns

Tjeckiska lanthöns är en hönsras med lätta höns som framavlades i Tjeckien. Första gången den omnämns är 1205, när en flock skänktes till kung Valdemar Sejr i bröllopsgåva vid dennes giftermål med den tjeckiska prinsessan Dagmar av Böhmen. En höna väger 2-2,5 kilogram och en tupp väger 2,3-2,8 kilogram. För dvärgvarianten är vikten för en höna 0,7-1 kilogram och vikten för en tupp 0,9-1,2 kilogram. Tjeckiska lanthöns har många lantrasegenskaper, de är härdiga och bra på att leta sin egen mat om de hålls frigående och de är bra på att flyga. Rasen är en mycket god värpras och finns även i en dvärgvariant, som också framavlades i Tjeckien.